# Bisnaga
La bisnaga (Ammi visnaga), és una espècie de planta amb flors, de la família de les apiàcies, coneguda per diversos noms comuns. És oriünda d'Europa, d'Àsia i d'Àfrica del Nord; però pot ser trobada arreu del món com una espècie introduïda.
Addicionalment pot rebre els noms de bisnagues, bufanaga, escuradents, fonollassa blanca, sisca i siscla bisnaga. També s'han recollit les variants lingüístiques escura dents, escuradent, fonollasa blanca, patinagues, siscla visnaga, visnaga, visnagra i xistra.

## Descripció
És una planta anual o bienal, que creix en bones terres i, si el temps hi és adequat, poden arribar a fer de 80 cm fins a 1 metre d'altura. Floreix de juny en endavant i madura els fruits a l'estiu.
Les fulles són d'uns 20 cm de llargada, generalment ovals-triangulars, però dividides en molts segments lineals similars d'1 mm, més o menys, d'amplada. Tenen un gust aromàtic, que recorda al de l'api i que després esdevé intensament amarg.
La inflorescència forma umbel·les o para-sols de petites flors blanques, els majors d'un centenar de radis o més, cada un dels quals forma una umbel·la que pot tenir uns altres 50 radis secundaris. La gorgera o involucre de la base del para-sol és format per 15 o 20 grans fulletes bracteals finament segmentades i reflexes; les de les umbel·les són senceres i molt angostes. L'extrem del cabdell comú que sosté els para-sols o grans umbel·les es dilata considerablement i formula un receptacle hemisfèric.
El fruit és petit, format per un cos oval d'uns 3 mm de llargada, comprimit lateralment, i cada mig fruit conté 5 costelles iguals i gairebé filiformes.

## Farmacologia
La part utilitzada de la planta són els fruits; s'hi formen diversos productes del grup de les furanocromones, com la kelina, la visnagina i el kelol, la més important de les quals és la kelina.
La composició química és la següent: 
furanocromones: kelina (0,5-1%), visnagina (0,05-0,1%, kelol i kelolglucósido (0,3-1%). Piranocumarines derivades de la sesilina: visnadina, samidina, dihidrosamidina; flavonoids derivats del kenferol, quercetol i mirceol.
Les furanocromones es comporten com a relaxants de les fibres musculars llises, amb un efecte espasmolític sobre les artèries coronàries i les vies respiratòries i urinàries, i per això s'utilitzen per a combatre còlics nefrítics (relaxa els conductes de la uretra), litiasis urinàries, asma, coronària (en el tractament de l'angina de pit), arrítmies i distonies neurovegetatives. També és sedant i diürètic. La kelina, que s'obté de Visnaga daucoides efecte té Blocador neuromuscular, però s'empra lmitadament pels seus efectes secundaris. Aquestes substàncies, però, poden tenir efectes tòxics i per preveure un mal ús o una intoxicació, cal que tant el seu ús intern (en infusions o extraccions dels seus fruits) com tòpic, es faci sota vigilància mèdica especialitzada, ja que s'ha de tenir en compte el contingut alcohòlic de l'extracte del fruit.
Les contraindicacions que presenta aquesta planta són en períodes d'embaràs, lactància o bé en nens petits, ja que no es poden prescriure formes de dosificació orals amb contingut alcohòlic a nens menors de dos anys. Tampoc es poden prescriure a adults en procés de desintoxicació etílica. És incompatible amb altres cardiotònics i amb laxants antraquinònics. Els possibles efectes adversos poden aparèixer després del contacte de la planta fresca amb la pell humida, ja que es produeix una exposició actínica i, per tant, poden aparèixer fenòmens de fotosensibilització; o bé en dosis elevades o pel seu ús continuat, ja que pot produir nàusees, insomni, vertigen, cefalees, sudoració profusa i somnolència.
La posologia n'és la següent: 
- Infusió: una cullerada de postres per tassa. Cal fer-ne una infusió uns 10 minuts, deixar-la refredar i colar-la. Dues tasses al dia, després dels àpats.
- Extracte fluid (1:1): 15-30 gotes, d'1 a 3 cops al dia.
- Tintura (1:5): 50-100 gotes, d'un a tres cops al dia.
- Pols: 0,2 a 1 g/dia, en càpsules o comprimits de 200 mg.

## Observacions
Es coneix que aquesta planta és utilitzada des de temps remots contra els còlics nefrítics, com a l'antic Egipte, fent-ne infusions dels fruits.

## Galeria

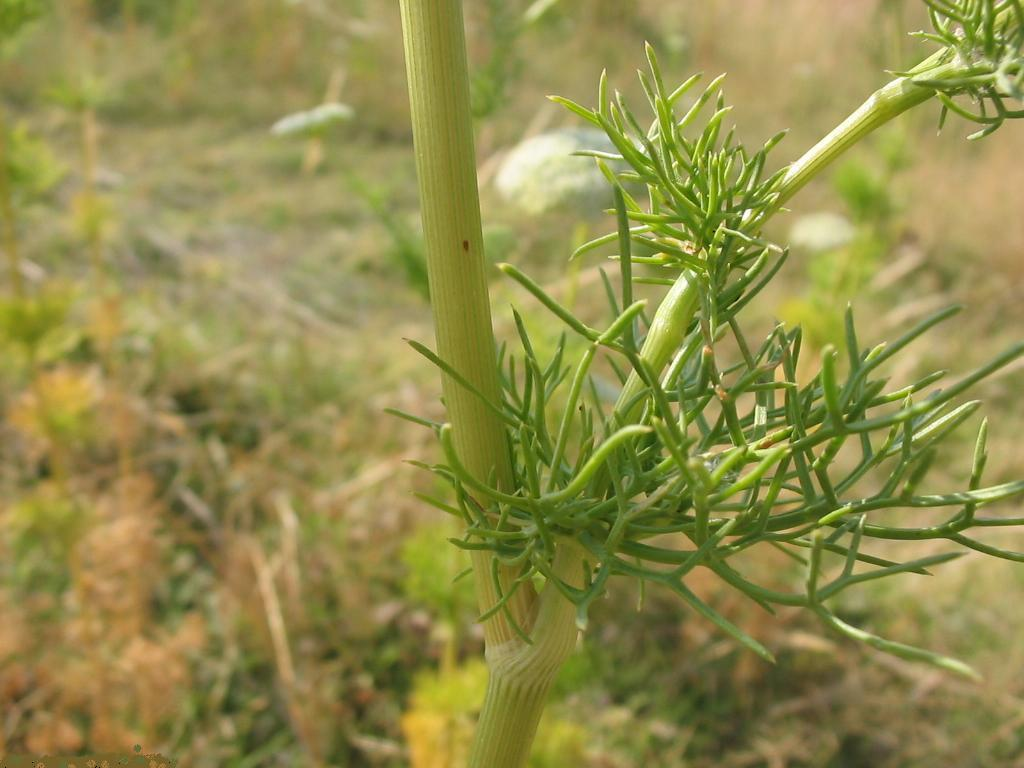
Tija i fulles
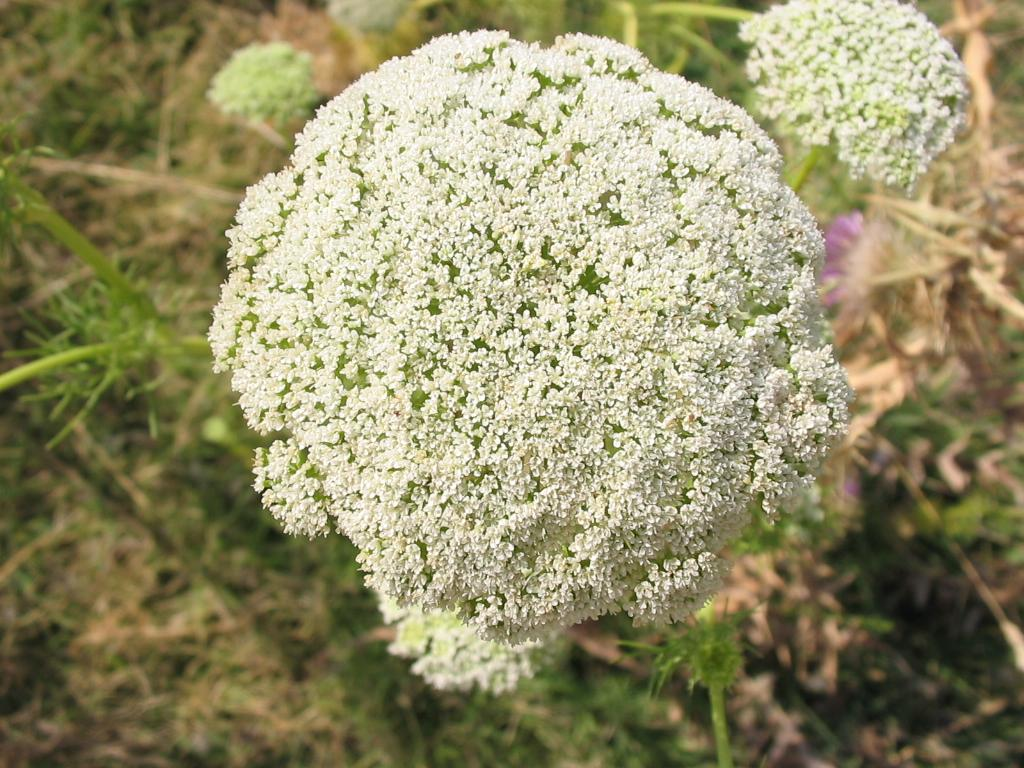
Umbel·la
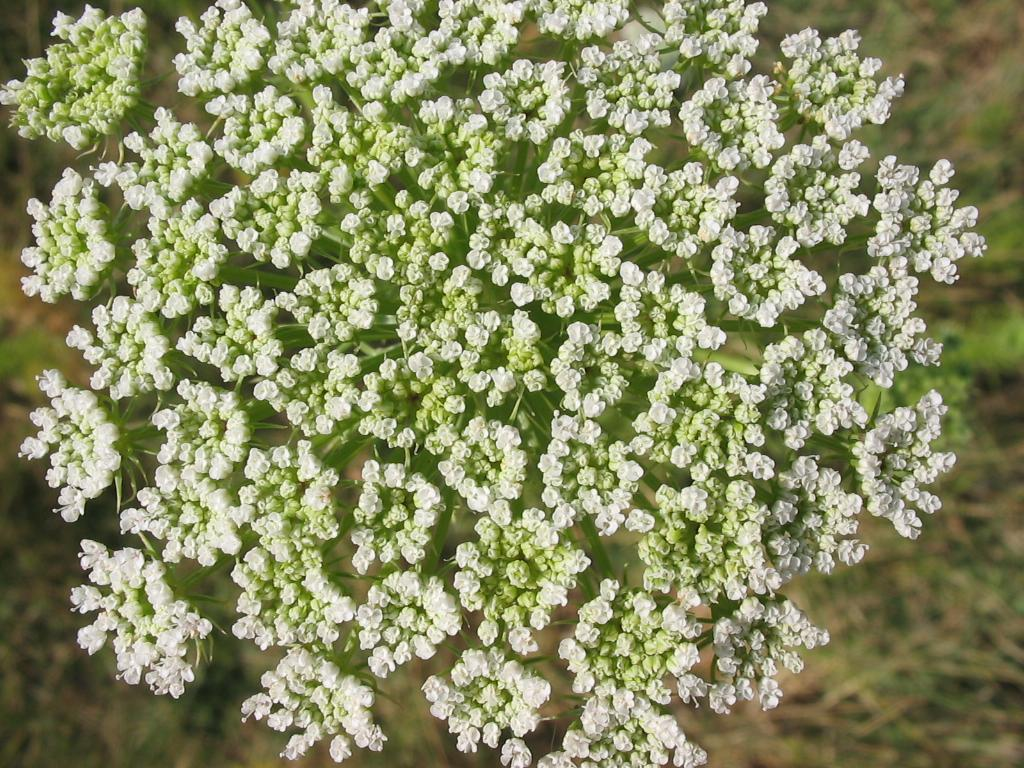
Detall de les flors
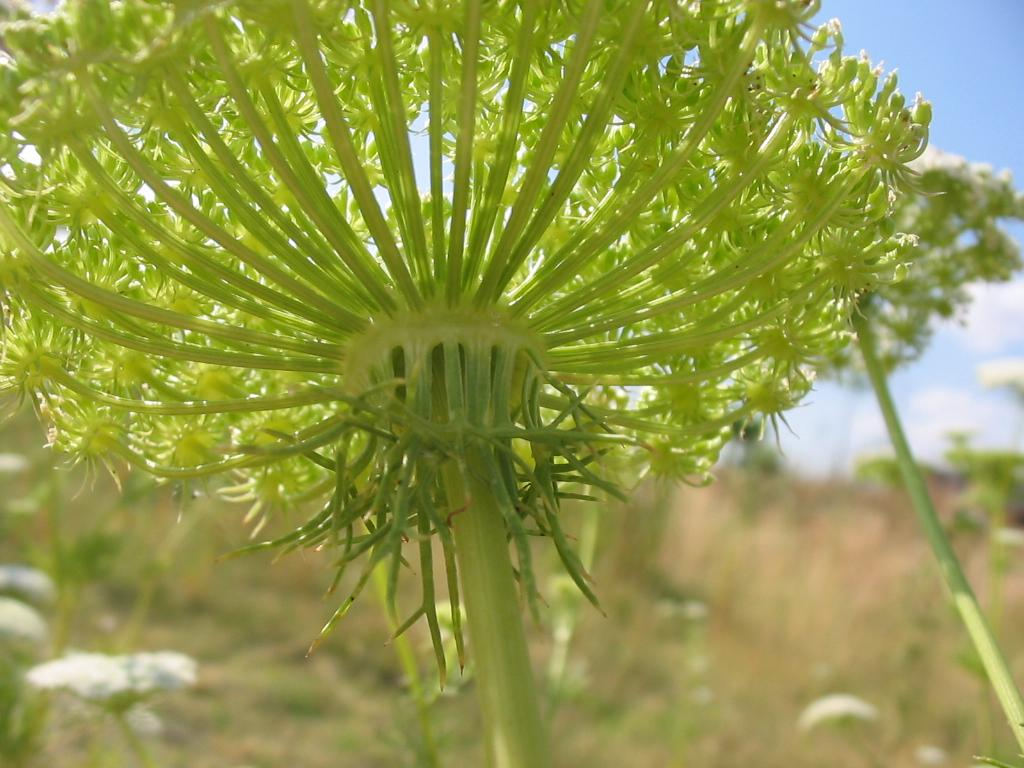
Calze inconspicu
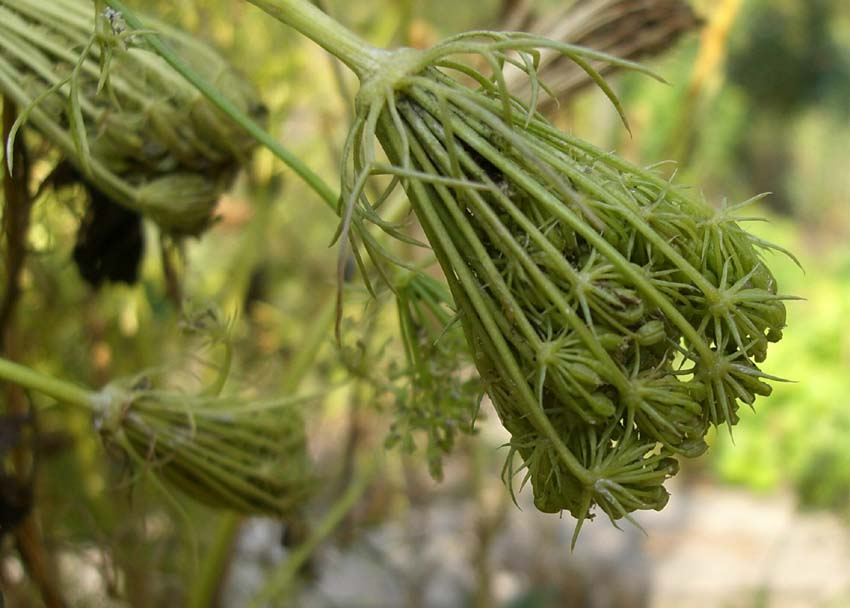
Infructescència
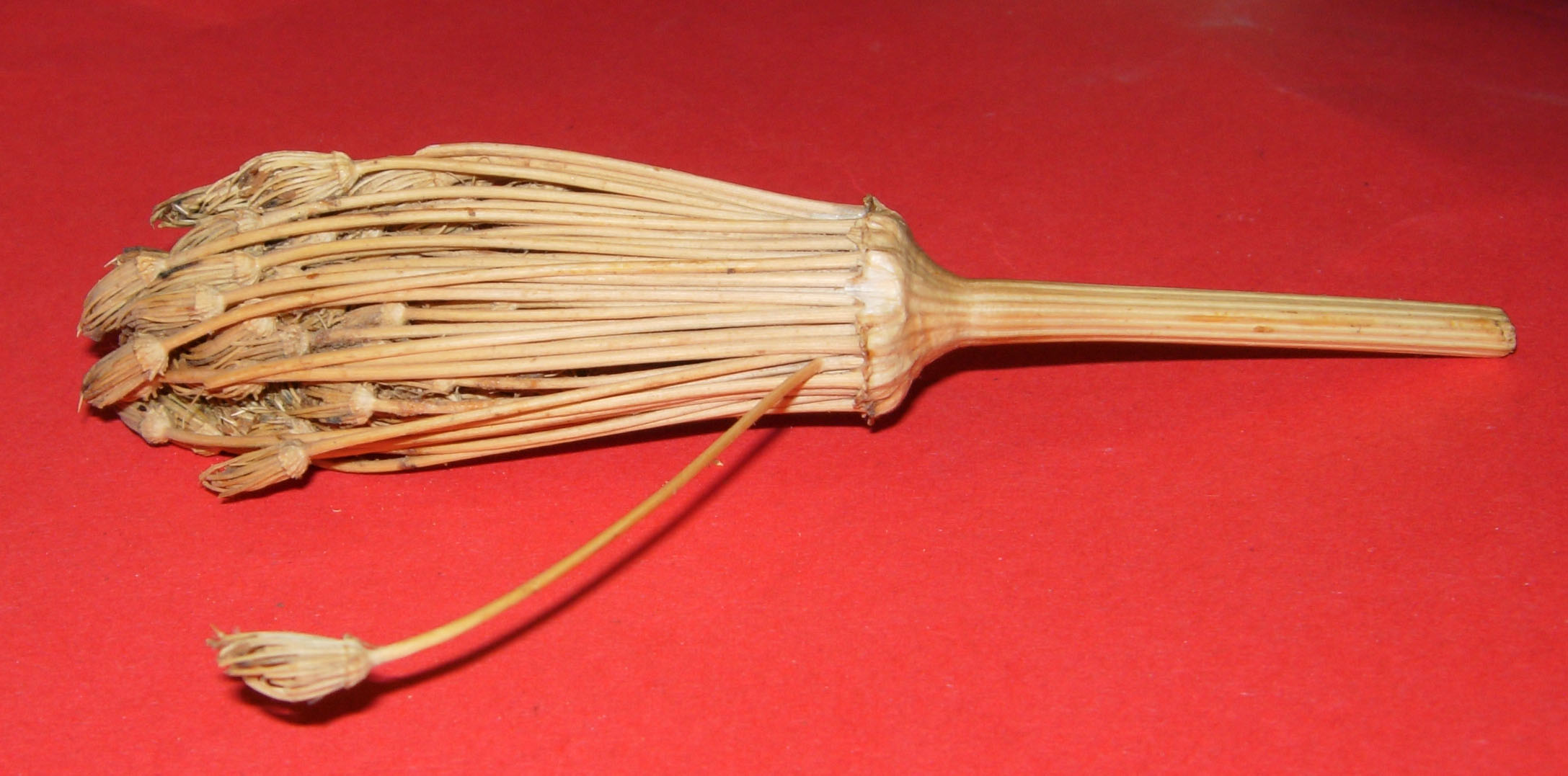
Infructescència seca
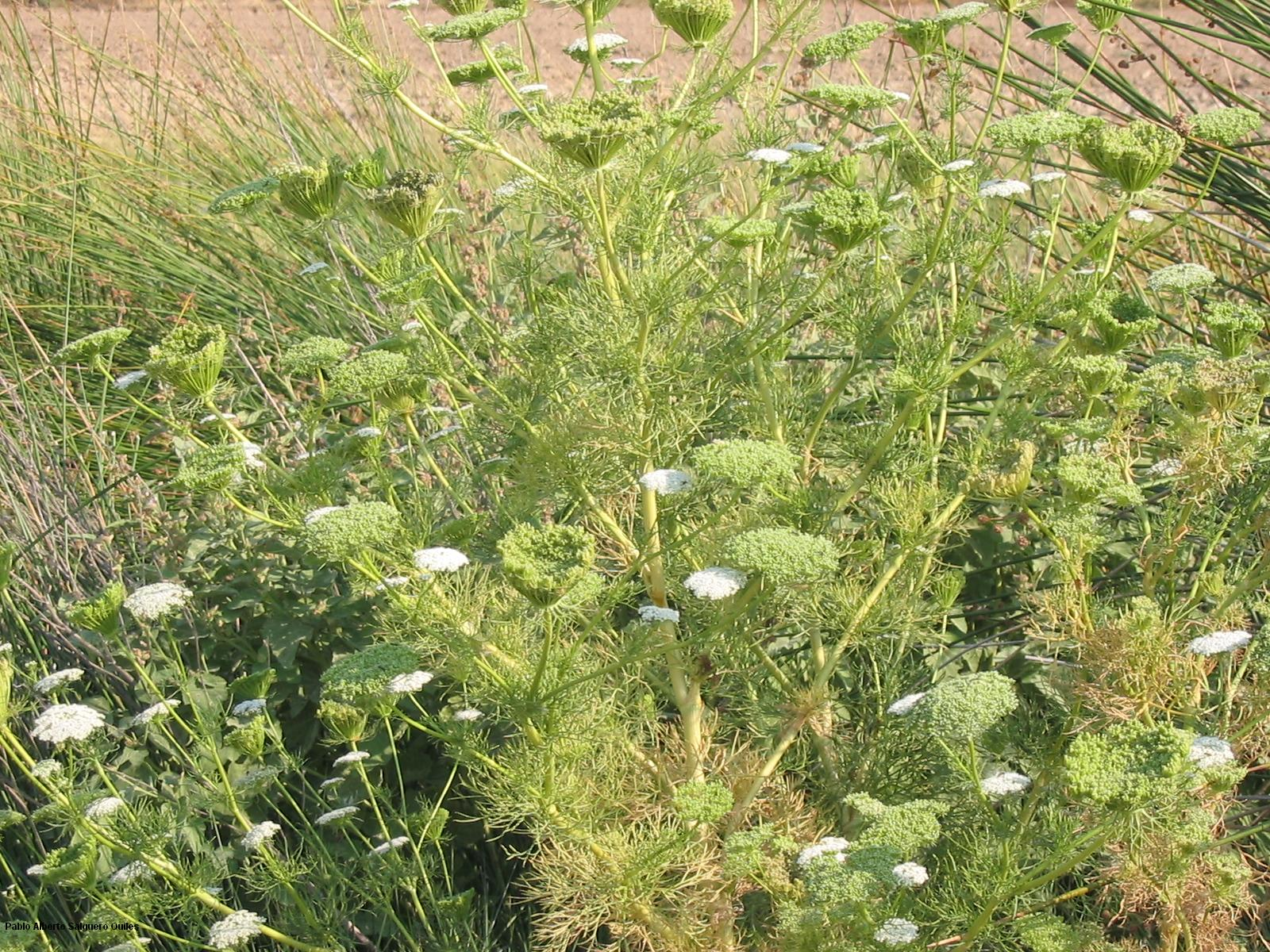
Al camp